# Elmar Maria Kredel
Elmar Maria Kredel (né le 24 février 1922 à Nuremberg, mort le 10 juin 2008 à Erlangen) est archevêque de Bamberg de 1977 à 1994.

## Biographie
Kredel est élève de la congrégation mariale et s'engage dans la Croix-Rouge. Après son abitur, il sert de 1941 à 1945 en tant que soldat sanitaire en France et en Italie. De retour de captivité en août 1945, il étudie la philosophie et la théologie catholique. En 1952, il reçoit son doctorat à l'université d'Innsbruck. Après plusieurs années de ministère paroissial, puis un troisième cycle à l'Institut biblique pontifical et de recherche à l'université de Münster, puis comme assistant scientifique à l'université Louis-et-Maximilien de Munich, il devient prêtre à Hollfeld.
Il est nommé au chapitre métropolitain de Bamberg en 1967, où il est membre de la commission liturgique, juge du conseil officiel archiépiscopal et représentant du vicaire général. En 1975, il est nommé prélat honoraire papal. Le 27 mai 1977, le pape Paul VI le nomme archevêque de Bamberg. La consécration épiscopale a lieu le 2 juillet 1977 par son prédécesseur, Josef Schneider, assisté de Josef Stangl, évêque de Wurtzbourg, et de Martin Wiesend, évêque auxiliaire de Bamberg.
Kredel est particulièrement impliqué dans l'éducation des adultes, la pastorale des jeunes et Caritas. Il est également un pionnier de la théologie laïque et, en 1980, est le premier évêque allemand à mettre en œuvre un séminaire pour les référents pastoraux.
Avec le cardinal Joseph Ratzinger, il dirige la Conférence épiscopale de Freising pendant plusieurs années. En outre, Elmar Maria Kredel occupe le poste d'évêque militaire de la Bundeswehr de 1978 à 1990. Le 31 mars 1994, il prend sa retraite en raison de sa santé. Elmar Maria Kredel vit jusqu'à sa mort le 10 juin 2008 dans une maison de retraite à Erlangen. Il est aumônier honoraire et conventuel de l'ordre souverain de Malte.

### Source, notes et références
- (de) Cet article est partiellement ou en totalité issu de l’article de Wikipédia en allemand intitulé « Elmar Maria Kredel » (voir la liste des auteurs).
- Notices d'autorité :   - VIAF
  - ISNI
  - GND
  - Pays-Bas
  - NUKAT
  - Vatican